# Letov Š-20
Bei dem Flugzeug Letov Š-20 handelt es sich um einen einmotorigen einsitzigen Doppeldecker, der als Jagdflugzeug entwickelt wurde. Der Erstflug der Maschine fand im Jahre 1925 statt.

## Geschichte und Konstruktion
Die Š-20 wurde in den Letov-Werken in Letňany bei Prag in der Tschechoslowakei hergestellt. Die Konstruktion stammte von Alois Šmolík. Das Fahrwerk war starr und verfügte über einen Hecksporn. Die Tragflächen waren verspannt und mit je einem N-Stiel auf beiden Seiten verstrebt. Der Motor trieb eine zweiflügelige hölzerne Luftschraube an, die mit einer großen Abdeckung aerodynamisch an den Rumpf angepasst war.
Der Rumpf war weitestgehend rund ausgeführt und herkömmlich mit Holz aufgebaut. Es wurden zunächst 105 Maschinen für die tschechoslowakische Luftwaffe gebaut. Noch im Jahre 1925 bestellte auch die litauische Luftwaffe zehn Stück der Serie Š-20L. Diese konnten auf ein Ski-Fahrwerk umgerüstet werden, um auch auf Schnee starten und landen zu können.
Die Maschinen in der Tschechoslowakei blieben zum Teil bis 1936 im Einsatz. Die Modelle in Litauen wurden bereits vor 1935 ausgemustert.
Neben dieser Variante existierte noch eine 1927 geflogene Version Š-20R mit einem geänderten Rumpf. Es kam jedoch zu keiner Serienfertigung. Ebenfalls im Jahre 1927 rüstete man eine Š-20 mit einem 353 kW leistenden Walter-Jupiter-Motor aus. Diese Maschine blieb ebenfalls ein Einzelstück, diente jedoch als Prototyp für die Letov Š-31. Es gibt Hinweise darauf, dass eines dieser beiden Muster 1927 kurzzeitig der polnischen Luftwaffe zur Erprobung zur Verfügung gestellt worden ist.
Eine Maschine dieses Typs befindet sich im Luftfahrtmuseum Kbely, Prag.

## Varianten
- Š-20 – Serienversion

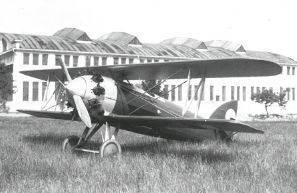
Š-20J mit Sternmotor Walter Jupiter

  - Š-20M – überarbeitete Version mit abgespecktem hinterem Rumpf (Hauptserienversion für die Tschechoslowakei)
  - Š-20L – Export-Version für Litauen, 10 gebaut
  - Š-20R – Version mit weiter überarbeitetem Rumpf, 1 gebaut
  - Š-20J – Ausführung mit von Walter in Lizenz hergestelltem Motor Bristol Jupiter, 1 gebaut
- Š-21 – Trainer-Version mit Hispano-Suiza-8Aa-Motor, 1 gebaut

## Militärische Nutzung
- Litauen: 10 Exemplare
- Tschechoslowakei: 105 Exemplare

## Technische Daten

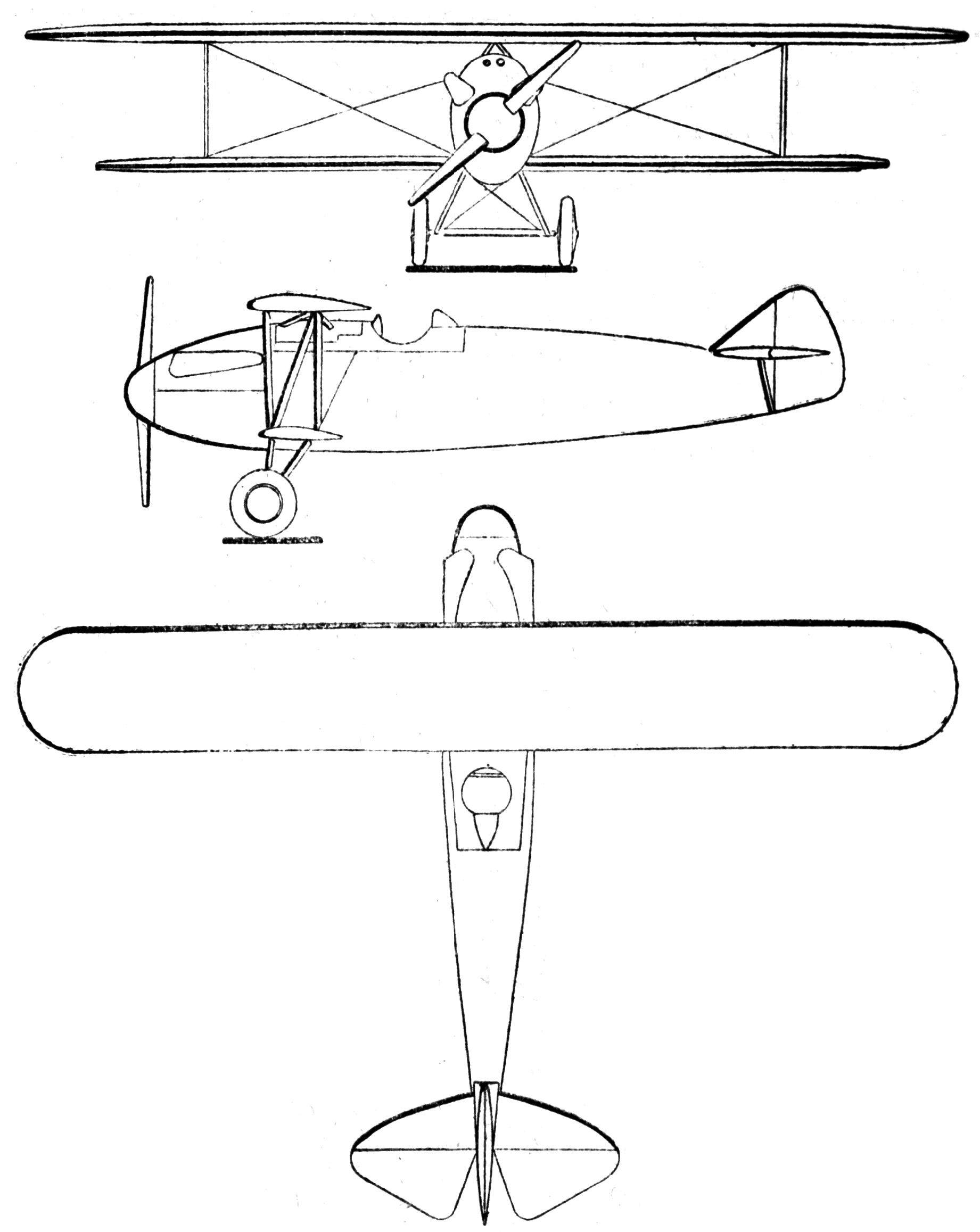
Dreiseitenansicht

| Kenngröße             | Daten                                          |
| --------------------- | ---------------------------------------------- |
| Besatzung             | 1                                              |
| Länge                 | 7,44 m                                         |
| Spannweite            | 9,70 m                                         |
| Höhe                  | 2,56 m                                         |
| Flügelfläche          | 18,40 m²                                       |
| Flächenbelastung      | 58 kg/m²                                       |
| Leermasse             | 728 kg                                         |
| max. Startmasse       | 1047 kg                                        |
| Marschgeschwindigkeit | 225 km/h                                       |
| Höchstgeschwindigkeit | 256 km/h                                       |
| Steigzeit             | 13,50 min auf 5000 m Höhe                      |
| Dienstgipfelhöhe      | 7200 m                                         |
| Reichweite            | 528 km                                         |
| Triebwerk             | 1 × V8-Motor Škoda HS 8 Fb mit 221 kW (300 PS) |
| Bewaffnung            | 2 × 7,7-mm-Lewis-Maschinengewehre              |